# Подив і тремтіння
«Подив і тремтіння» (фр. Stupeur et tremblements) — автобіографічний роман бельгійської письменниці Амелі Нотомб, вперше виданий 1999 року. Удостоєний премії Французької академії і перекладений багатьма мовами.

## Сюжет
В основі роману — глибокий конфлікт двох традицій і культур: Сходу й Заходу. Молода бельгійка Амелі приїжджає до Японії і підписує річний контракт з токійською компанією Юмімото, де влаштовується перекладачкою. Вона впевнена, що зможе жити в Японії, адже народилася й провела там перші п'ять років свого життя, про що в неї залишилися дуже теплі спогади. Дівчина робить спроби приносити користь, але ментальне провалля, яке пролягло між нею й роботодавцями, постійно призводить до неприємностей. Починаючи з найнижчої кар'єрної сходинки, Амелі вдається опуститися ще нижче — до прибиральниці туалетів.
Відпрацювавши рік і витримавши всі приниження, Амелі повертається в Європу і починає займатися письменницькою діяльністю. За рік вона випускає свій перший роман. Тоді ж отримує листа від колишньої наставниці в компанії Юмімото, Морі Фубукі: «Амелі-сан, вітаю».

## Значення назви
Згідно з давнім японським етикетом, підлеглі, звертаючись до імператора, який до 1947 року вважався нащадком богів, мають відчувати (і продемонструвати) подив і тремтіння.

## Відзнаки
- 1999 — Велика премія Французької академії за роман.

## Екранізації
У 2003 році на екрани вийшла французько-японська комедійна мелодрама «Подив і тремтіння», знята за романом Амелі Нотомб.

## Український переклад
- Подив і тремтіння / Амелі Нотомб ; пер. з фр. В. Шовкуна. — Львів : Видавництво Старого Лева, 2017. — 128 с. — ISBN 978-617-679-370-0[1].